# فیروزپور
فیروزپور (به انگلیسی: Firozpur) یک زیستگاه انسانی در هند است که در ناحیه فیروزپور واقع شده‌است.

## خصوصیات
فیروزپور  ۱۱۰٬۰۹۱ نفر جمعیت دارد و ۱۸۲ متر بالاتر از سطح دریا واقع شده‌است.